# Winterstaude
Die Winterstaude ist ein 1877 m ü. A. hoher Berg im Bregenzerwaldgebirge in Vorarlberg. Sie steht südlich von Hittisau in der Gemeinde Egg (Vorarlberg). Die Nordseite ist teilweise mit Bergbahnen erschlossen, im Winter wird dort ein Skigebiet betrieben.

## Bergkamm
Die Winterstaude steht nicht isoliert, sondern ist die höchste und zentrale Erhebung eines Bergkamms (Winterstaudenkamm) in West-Ost-Richtung ab Andelsbuch. Im Norden und Osten wird der Kamm durch das Flüsschen Subersach begrenzt. Nach Süden hin ist diese Bergkette durch das Helbockstobel vom nächsten, ab der Winterstaude parallel verlaufenden Kamm mit Hälekopf (1614 m), Luguntenkopf (1702 m, auch Hinteregg) und Sienspitze (1600 m) getrennt. Sowohl in den Nord- als auch Südhängen befinden sich zahlreiche Alpweiden. 
Die wesentlichen Erhebungen in West-Ost-Richtung sind: 
- Hintere Niedere (1711 m ü. A.)
- Tristenkopf (1741 m ü. A.)
- Stongerhöhe (1770 m ü. A.)
- Winterstaude (1877 m ü. A.)
- Hohe Kirche (1807 m ü. A.)
- Bullerschkopf (1761 m ü. A.)
- Nägelekopf (1693 m ü. A.)

Maximal beträgt die Luftlinien-Entfernung zwischen diesen Gipfeln 5,5 Kilometer. Die Schartenhöhe der Winterstaude beträgt mindestens 837 Meter, ihre Dominanz 6,6 Kilometer, wobei der Diedamskopf jeweils Referenzberg ist.

## Touren
Die Touren von der Nordseite verlaufen alle über einen Grat, dessen Bewältigung Trittsicherheit und Schwindelfreiheit erfordert. Talort ist Großdorf, der Ausgangspunkt zu den Touren am Parkplatz der Schetteregg-Lifte (1070 m). Auf verschiedenen Varianten kann dabei der Hauptgipfel erreicht werden, die Gehzeit beträgt für diese Touren ungefähr zwei bis zweieinhalb Stunden:
- direkter Aufstieg zum Hasenstrick, einem Gratsattel zur Stongerhöhe hin
- über den Tristenkopf
- über die Falzalpe

Die Besteigung von Westen kann mit Hilfe der Bergbahnen Andelsbuch erfolgen und verläuft ab der Bergstation über den Gratweg und dauert ungefähr zweieinhalb Stunden.
Wird der Berg mit Start in Bezau bestiegen, so ist die lange Tour über die Stongeralpe der einzige Weg hinauf, der nicht über den Grat führt.

## Bilder

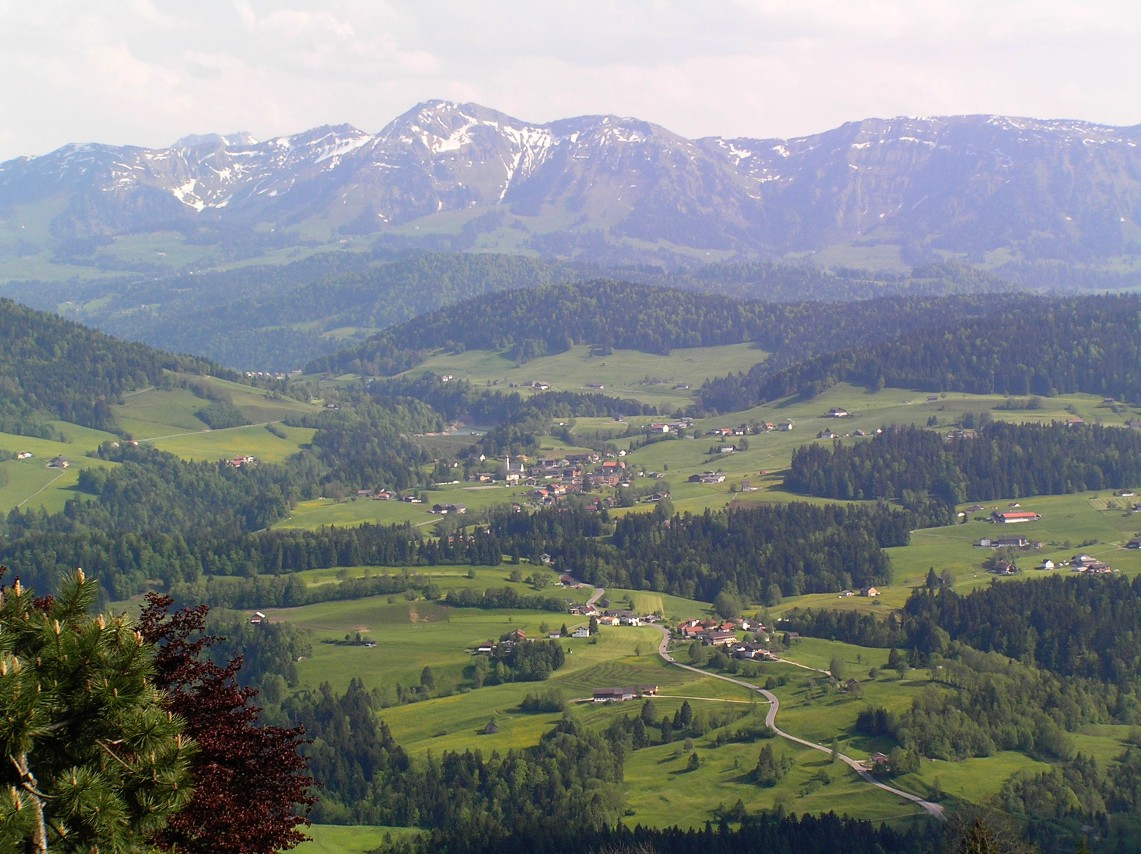
Nordseite
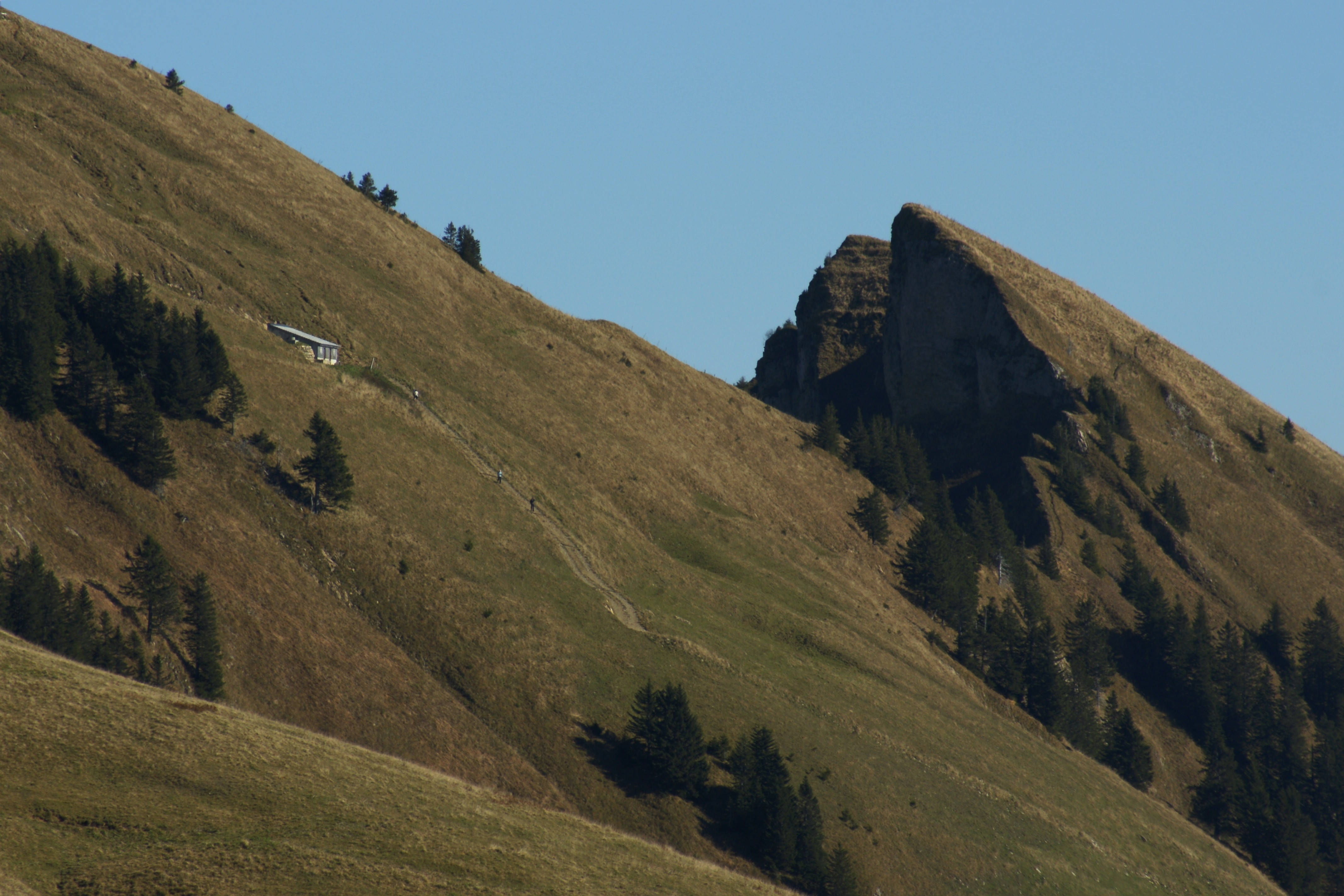
In der Südflanke
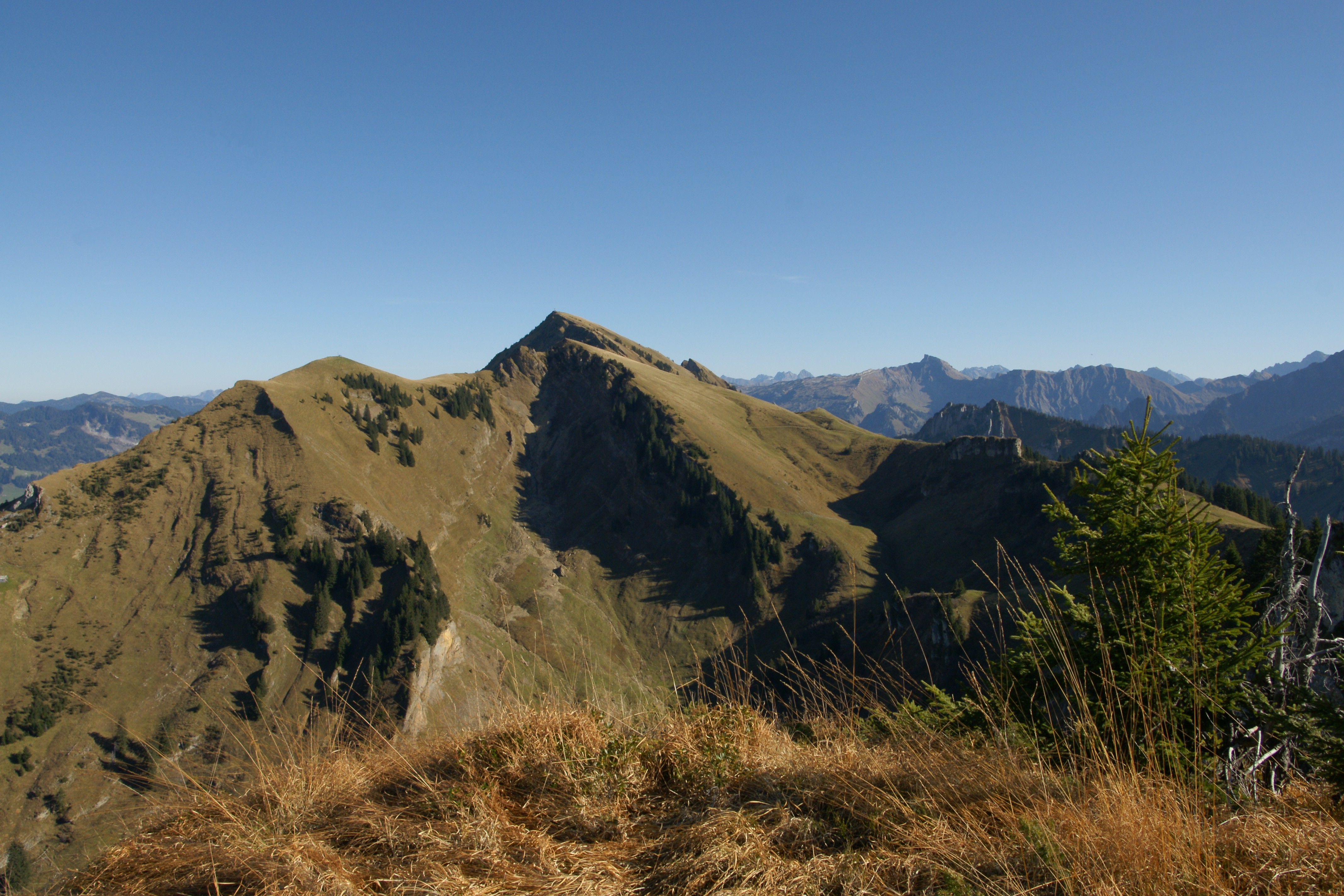
Niederekamm nach Westen
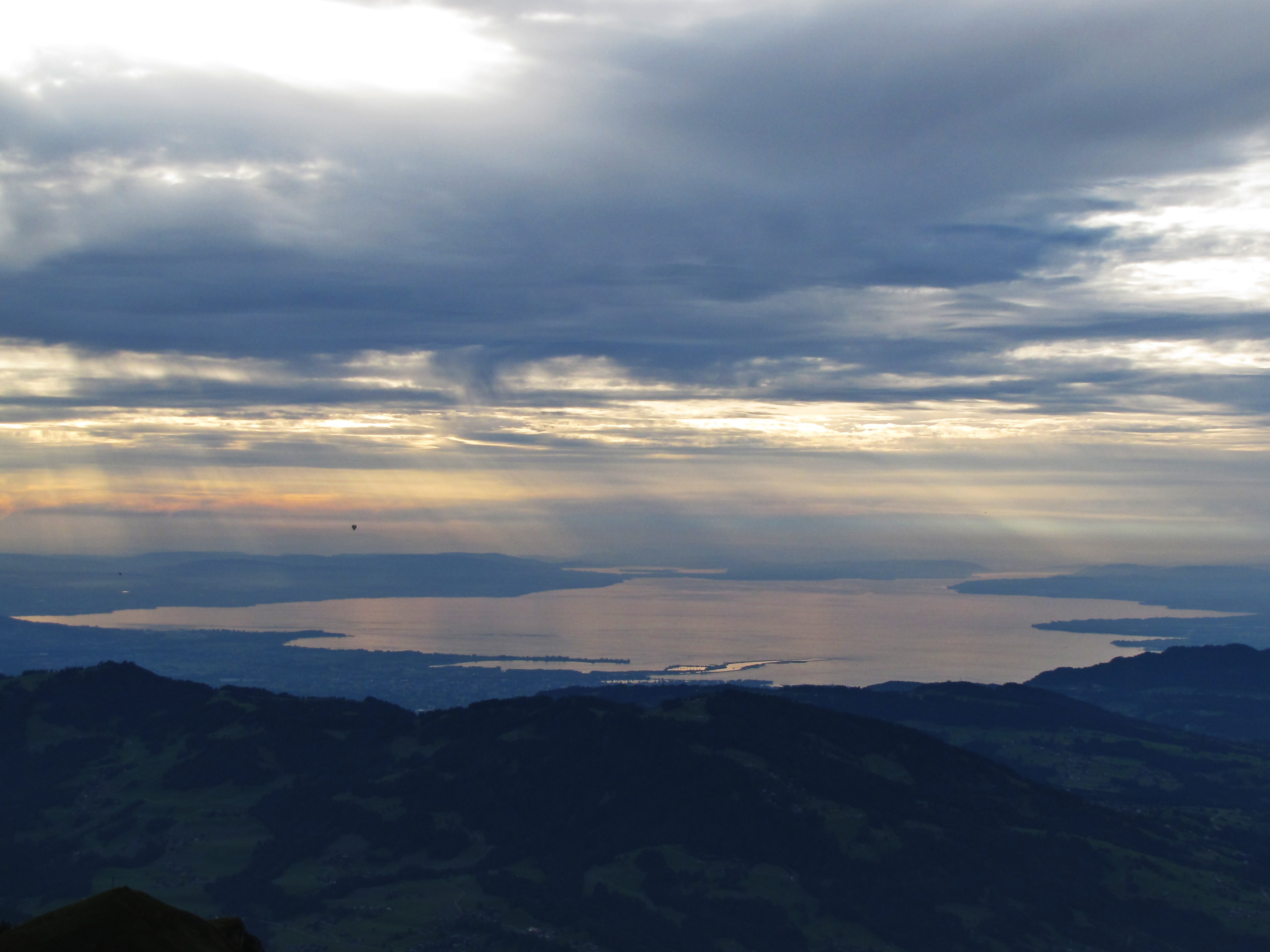
Blick auf den Bodensee
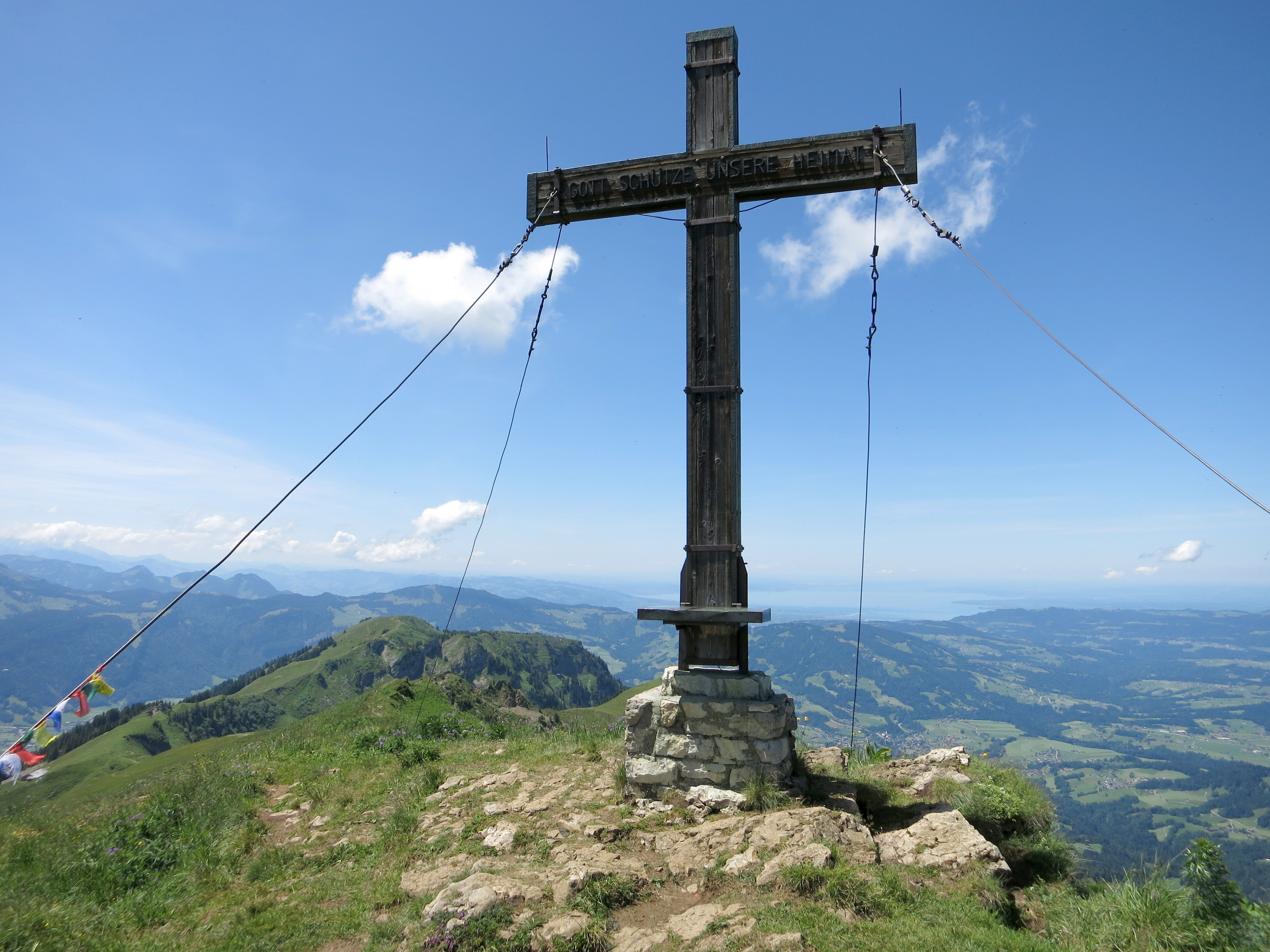
Auf der Winterstaude
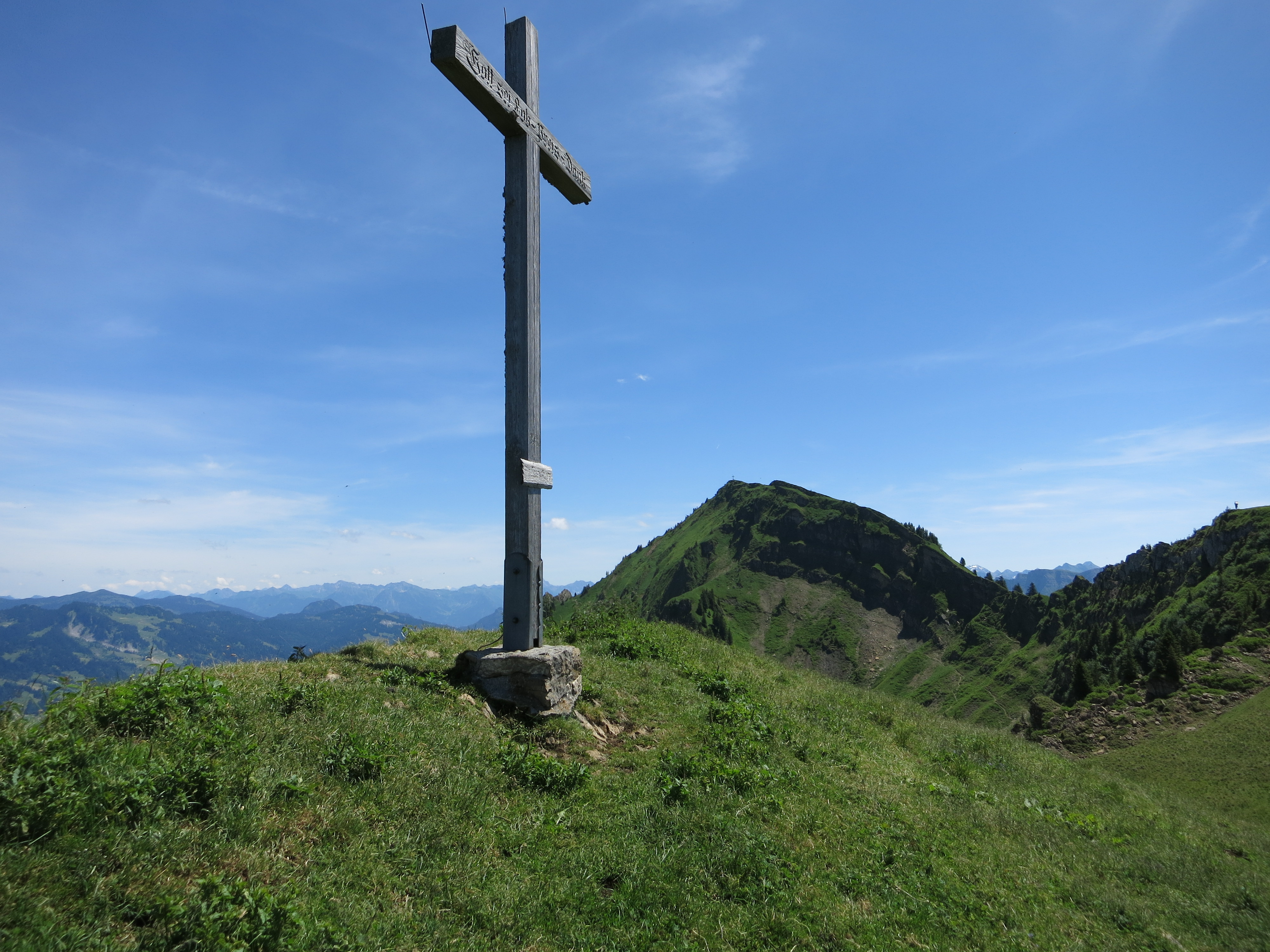
Auf dem Tristenkopf
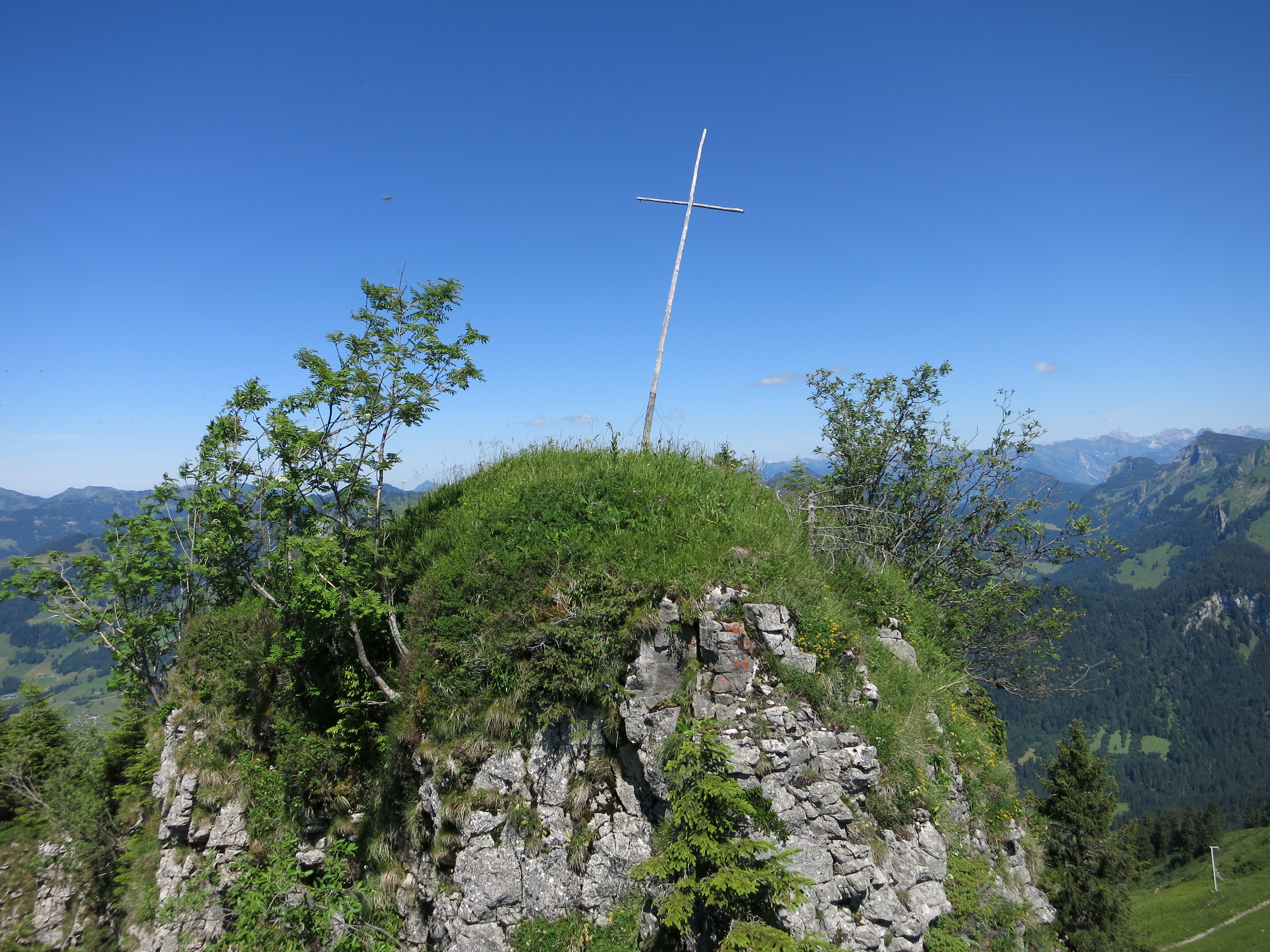
Auf dem Nägelekopf
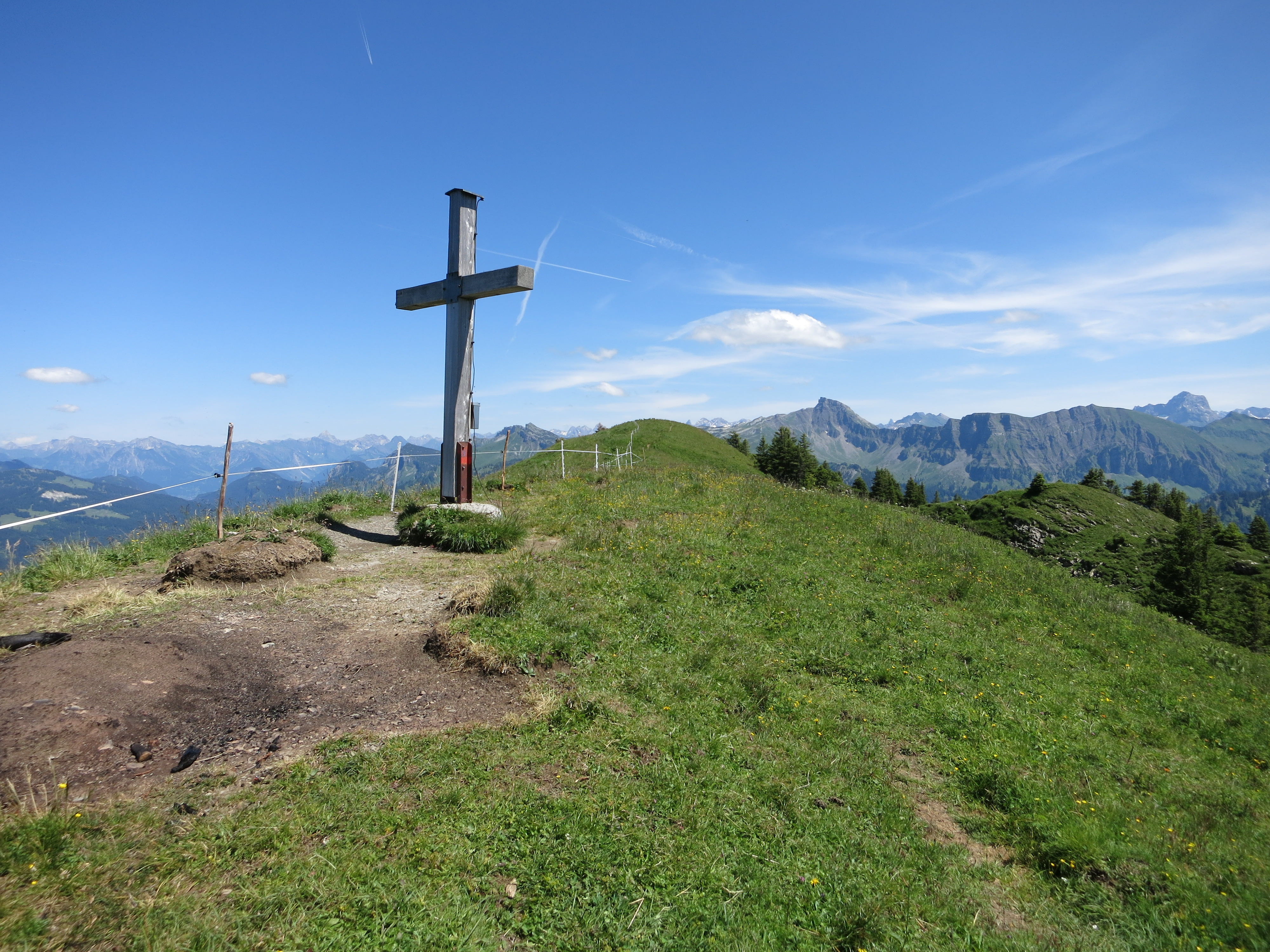
Der Bullerschkopf; das Gipfelkreuz befindet sich nicht genau auf dem höchsten Punkt